# 基爾德弗爾希爾斯 (北卡羅萊納州)
基爾德弗爾希爾斯（英語：Kill Devil Hills）是一個位於美國北卡羅萊納州戴爾縣的城鎮。

## 人口
根據2020年美國人口普查的數據，基爾德弗爾希爾斯的面積為14.67平方千米，當中陸地面積為14.53平方千米，而水域面積為0.14平方千米。當地共有人口7656人，而人口密度為每平方千米522人。